# Efebe

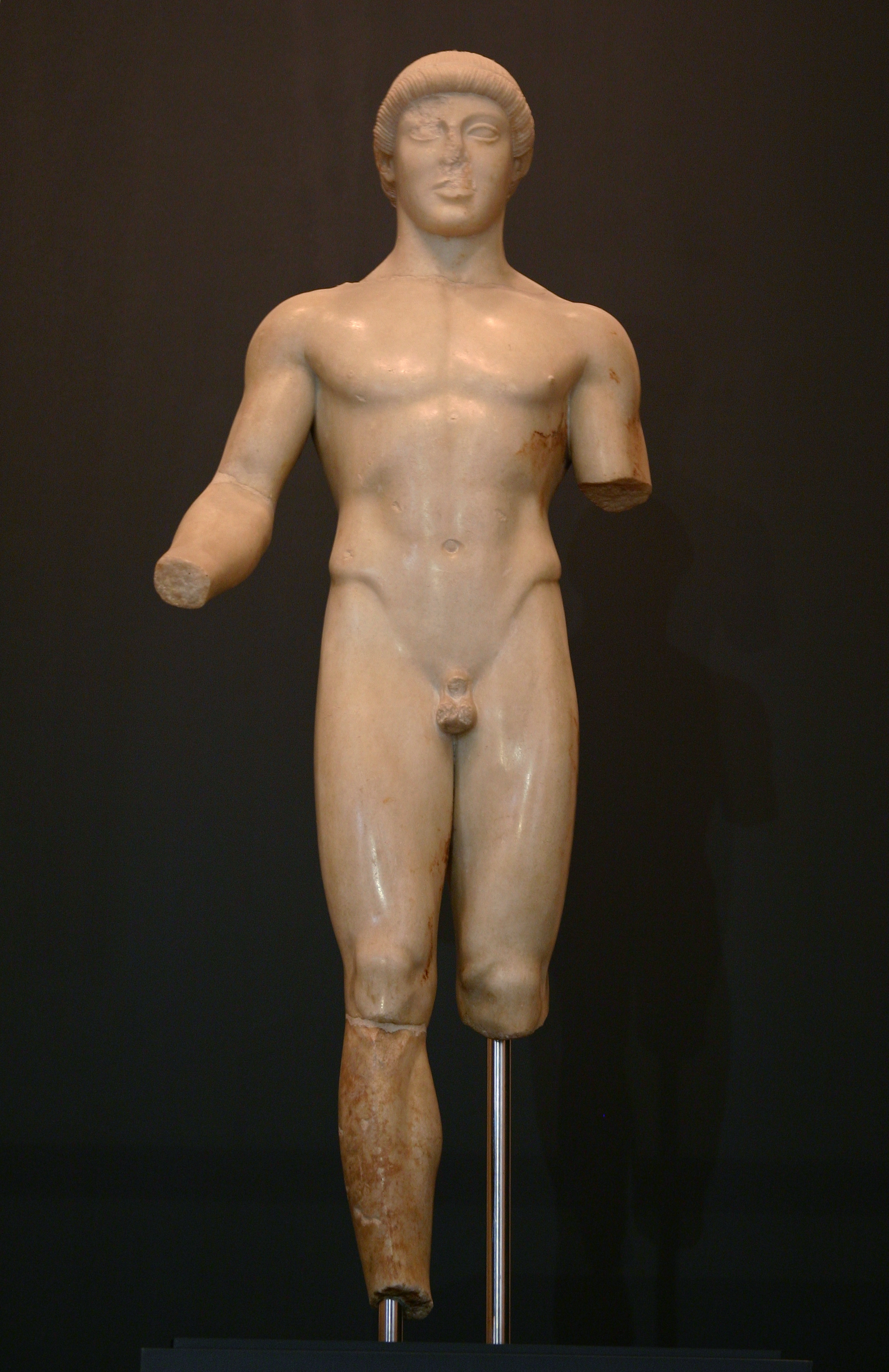
Ephebos, (5e eeuw v.Chr.), archeologisch museum van Agrigento

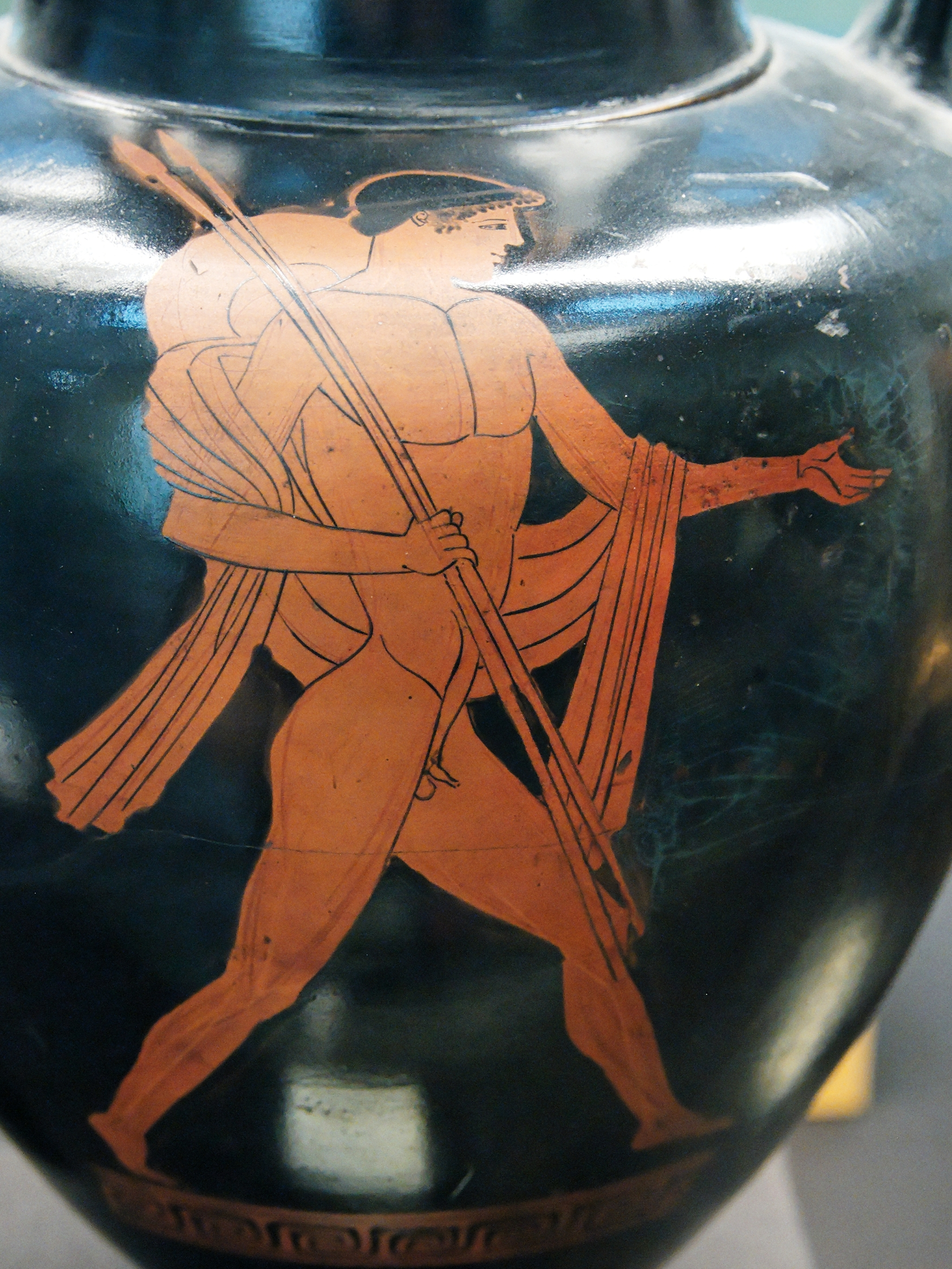
Atheense Efebe met petasos, korte himation of chlamys en twee speren, (5e eeuw v.Chr.), Archeologisch museum van Madrid

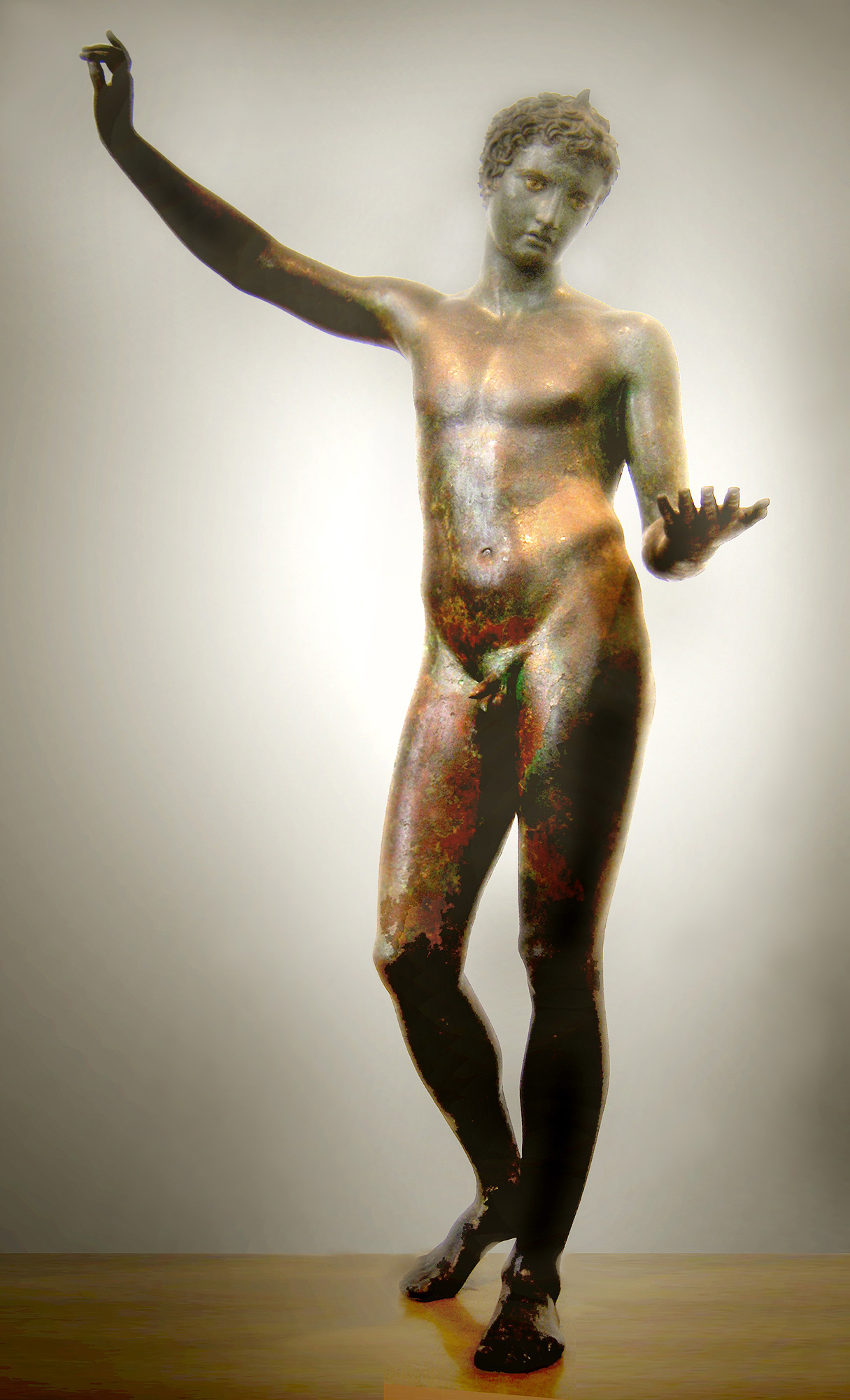
Statue (4e. of 3e eeuw v.Chr.), Nationaal Archeologisch Museum van Athene

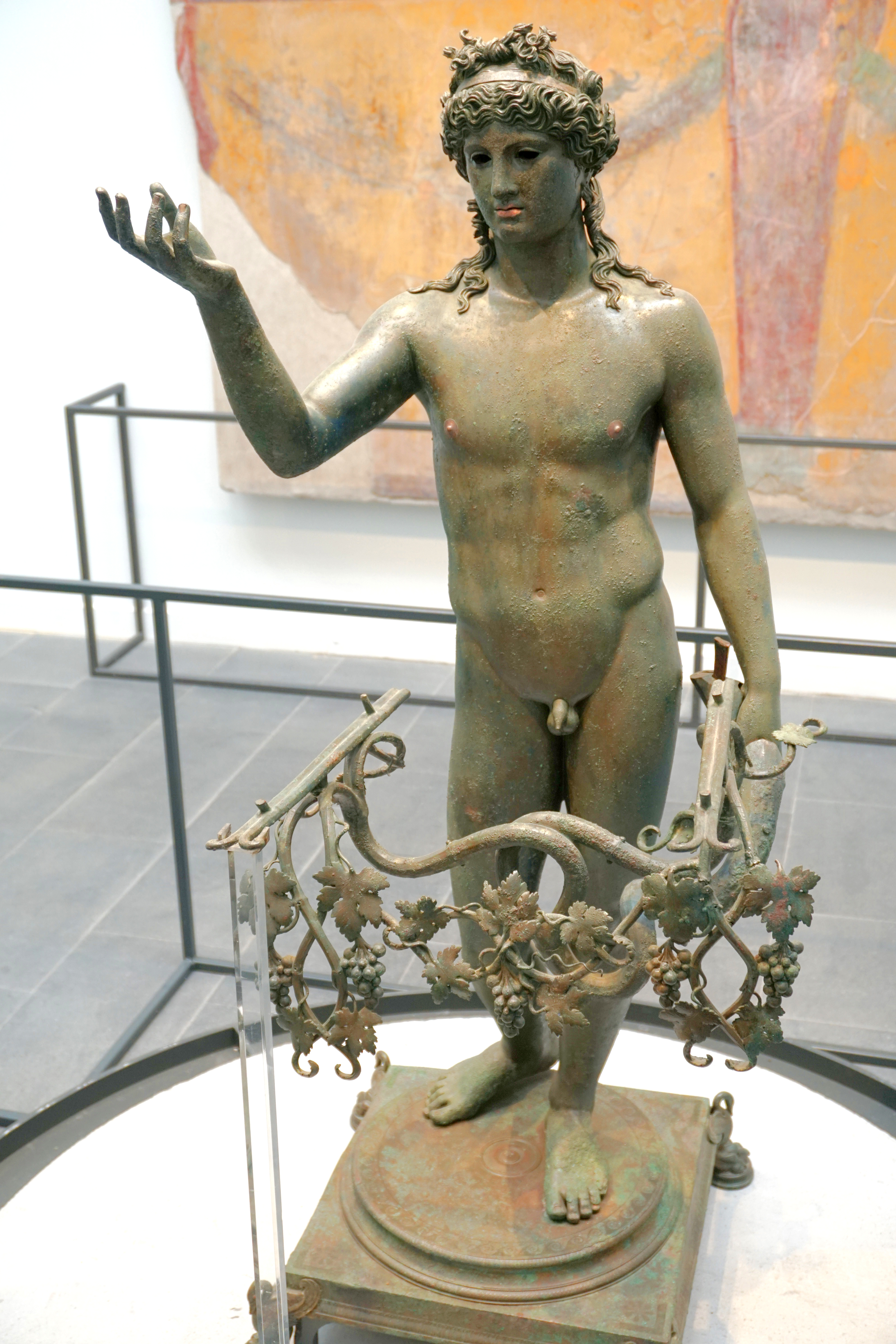
Een Efebe als olielamphouder in Pompeï

Een efebe (Oudgrieks ἔφηβος / éphêbos, van ἥβη / hêbê, de jeugdigheid, cf. de godheid Hebe) was een jonge man in de oud-Griekse polis, in de praktijk een jongen die zich onttrok aan het gezag van de vrouwen, maar nog geen haar op zijn kin had.

## Atheense efebie
In Athene was de efebie geïnstitutionaliseerd. Zij bracht de jonge burgers van 18 tot 20 jaar bijeen, die verplicht waren militaire dienst te lopen. Zij wordt beschreven door Aristoteles in de Athenaion Politeia (42).
De efebie duurde twee jaar. Eerst wordt de jongeman als efebe op de lijst van zijn deme ingeschreven. De vergadering van demotoi (leden van de deme) verifieerden of hij de vereiste leeftijd had, en dat zijn ouders Atheense burgers waren, want sinds het decreet van Perikles in 451 v.Chr. was een burger elke man van 20 jaar geboren uit een huwelijk tussen twee Atheense ouders, die zelf afstamden van twee Atheense ouders. Het is de inschrijving in de deme die van een jongeman een burger (πολίτης / politês) maakte. Vervolgens worden de efeben door sophronistai (σωφρονίσται / sôphronistai) verzameld, gekozen door elke stam van Athene, tien in totaal. Deze magistraten hebben tot doel de jonge mensen te begeleiden, en om hen in hun voedsel en huisvesting te voorzien. Na de efeben te hebben verzameld, laten zij hen de omloop langs de verschillende heiligdommen doen. Vervolgens deelt men ze op in twee groepen, de ene wordt in Munychia gekazerneerd en de andere aan de Akté (kust), twee plaatsen gelegen in Piraeus.
Het eerste jaar werd aan de wapeninstructie besteed, onder het toezicht van paidotribai (παιδοτρίβαι / paidotríbai), of instructeurs. De efeben werden gevormd voor de strijd als hoplieten, zij leerden eveneens om te gaan met belegeringswapens zoals de katapult. Deze eerste etappe van de vorming eindigde met een overgang in een optocht die voor de vergadering van demotoi in het Theater van Dionysos werd opgevoerd. Tijdens deze belangrijke plechtigheid ontvingen de efeben plechtig het ronde schild van een hopliet en een lans van de Staat. Slechts gekleed in hun chlamys (soort mantel) en verder getooid met een petasos (soort kap) maar hieronder verder naakt, legden zij in het Aglaureion de eed van trouw aan de polis en haar instellingen af:

« Ik zal niet mijn gewijde wapens onteren en ik zal niet mijn buur opgeven daar waar ik in rij zal zijn; ik zal verdedigen wat onbedorven en gewijd is, en zal aan mijn opvolgers niet het verminderde deel overhandigen, maar groter en sterker, handelend enig ofwel met iedereen, ik zal aan degenen gehoorzamen die, beurtelings, wijs regeren, naar de opgestelde wetten en naar deze die wijs zullen opgesteld zijn. Als iemand iets onderneemt om ze te vernietigen, zal ik het niet toelaten te doen, zelfstandig handelend of met hulp van iedereen, en ik zal de voorvaderlijke culten eren. Dat deze eed gekend is, aan de goden, Aglauros, Hestia, Enyo, Enyalos, Ares, en Pallas Athena, Zeus, Thallô, Auxô, de Leidster, Herakles, de grensstenen van het vaderland, de tarwen, de gersten, de druiven, de olijven, de vijgen.. »

Het tweede jaar vond in de garnizoenen van Attica plaats. De jonge rekruten vormen het hoofdbestanddeel van de Atheense troepen en namen deel aan de belangrijke werkzaamheden, zoals de bouw van de bruggen, verschansingen of vestingwerken.
In de 3e eeuw v.Chr., werd de dienst van de efebie tot één jaar teruggebracht en verloor het zijn verplichte karakter, niet meer ten laste van de stad zijnd. De armsten werden er hierdoor van uitgesloten. De efebie werd een soort hogere instructievorming, waar ook het militaire aspect werd aangevuld door besprekingen die door filosofen, retoren en artsen in het Diogeneion, een nieuw aangelegd gymnasion, werden gegeven.

## Voetnoot
1. ↑  Inscriptie op een stèle uit 4e eeuw v.Chr., cf. L. Robert, Études épigraphiques et philologiques, 1938, p. 293–301. Nederlandse vertaling naar Franse vertaling van Jean-Marie Bertrand, Inscriptions historiques grecques, Parijs, 1992, p. 48.